# Nederlandsche Maatschappij ter Bevordering van de Afschaffing der Slavernij
Nederlandsche Maatschappij ter Bevordering van de Afschaffing der Slavernij (NMBAS), var en nederländsk organisation, grundad 1842.  Syftet var att verka för avskaffandet av slaveri i Nederländerna, specifikt i dess kolonier. Fokus riktade sig främst mot Surinam, inte Nederländska Ostindien. Det var den första organisationen för avskaffandet av slaveriet i Nederländerna.

## Historik
England avskaffade slavhandeln 1807, och Nederländerna följde efter 1814, efter betydande påtryckningar från England; England avskaffade även själva slaveriet 1833. England hade en välorganiserad abolitioniströrelse, men någon sådan fanns inte i Nederländerna. 1840 gjorde brittiska abolitionister resor till Nederländerna för att få slaverifrågan på den politiska agendan även där. Ett framträdande av Elizabeth Fry 1840
gjorde intryck på kristna kretsar, och år 1842 bildades NMBAS. Rörelsen syftade jämsides med avskaffandet av slaveriet till att föra slavar "till kunskap om evangeliet om vår store Guds och frälsande Jesus Kristus." NMBAS bestod uteslutande av män då det inte ansågs passande för kvinnor att engagera sig i politiska frågor.
NMBAS inledde en kampanj där de vände sig direkt till kung Vilhelm II, och bad kungen ingripa mot slaveriet i Surinam. Vid samma tidpunkt sände också en grupp kvinnor i Rotterdam 129 underskrifter till kungen där de bad honom ingripa mot slaveriet, vilket var första gången kvinnor organiserade sig mot slaveri i Nederländerna. Samtidigt kontaktades kungen av slavägarna i Surinam, som varnade för ekonomisk kollaps, politisk instabilitet och fara för egendom om slavarna frigavs för tidigt. Kungen ville undvika an aktiv abolitionistörelse i kolonierna och de oroligheter de kunde leda till. 
På kungens vägnar svarade kolonialminister JC Baud på framställningarna den 26 juli 1842. Det stod klart för regeringen att slaveriets avskaffande inte längre kunde stoppas på grund av den då pågående internationella utvecklingen, men regeringen ville förhindra att avskaffandet ledde till ekonomisk kollaps av plantageekonomin i Surinam, och bad därför abolitionisterna att avvakta fram till att slaveriet kunde avskaffas utan påverkan av ekonomin, med tanke på att före detta slavar inte skulle vilja fortsätta arbeta på plantagerna. Willem II meddelade att han litade på att de inte skulle flytta sin verksamhet till Surinam "i den allmänna ordningens intresse".
NMBAS visade förståelse för argumenten och efter en kort men intensiv kampanj upphörde abolitioniströrelsen i Nederländerna i tio år. 
Efter att den holländska översättningen av "Onkel Toms stuga" publicerades 1853 vaknade åter intresset för abolitionism i Nederländerna. 
NMBAS återupptog vid samma tid sin kampanj. Dessutom bildades den första abolitionistorganisation som tog emot kvinnliga medlemmar, Dames-Comité ter Bevordering van de Evangelieverkondiging en de Afschaffing der Slavernij av Anna Amalia Bergendahl 1856.  Genom den uppmärksamhet de två föreningarnas gemensamma ansträngningarna hade resulterat i togs slaverifrågan upp i representanthuset. År 1855 lovade regeringen slutligen att lägga fram ett lagförslag om avskaffande. Målet uppnåddes 1863, då slaveriet avskaffades. 